# 彩陶河马威廉
“威廉”（英語：William）又被称为“河马威廉”（William the Hippo），是埃及中王国时期的一件河马彩陶俑，现藏于美国纽约大都会艺术博物馆，也是大都会博物馆的非正式吉祥物。这件彩陶是在位于上埃及的第十二王朝总督森比的墓葬中被发现的，其年代可以追溯到约公元前1961年至前1878年，即法老辛努塞尔特一世与辛努塞尔特二世统治期间。这件20厘米大小的彩陶俑使用一种不含粘土的材料制作而成，其广受欢迎不仅是因为其可爱的外表，还因为它展现了那一时期古埃及手工艺的许多精湛技艺。
威廉是在总督森比墓葬中被发掘、后被大都会博物馆于1917年收购的许多文物中的一件。根据当年博物馆公报的描述，这件河马彩陶俑是埃及中王国墓葬中动物俑的一个典型代表，也是埃及彩陶的典范之作。威廉在大都会博物馆第111展厅对外展出。